# Echinops philistaeus
Echinops philistaeus là một loài thực vật có hoa trong họ Cúc. Loài này được Feinbrun & Zohary mô tả khoa học đầu tiên năm 1976.